# 중국인

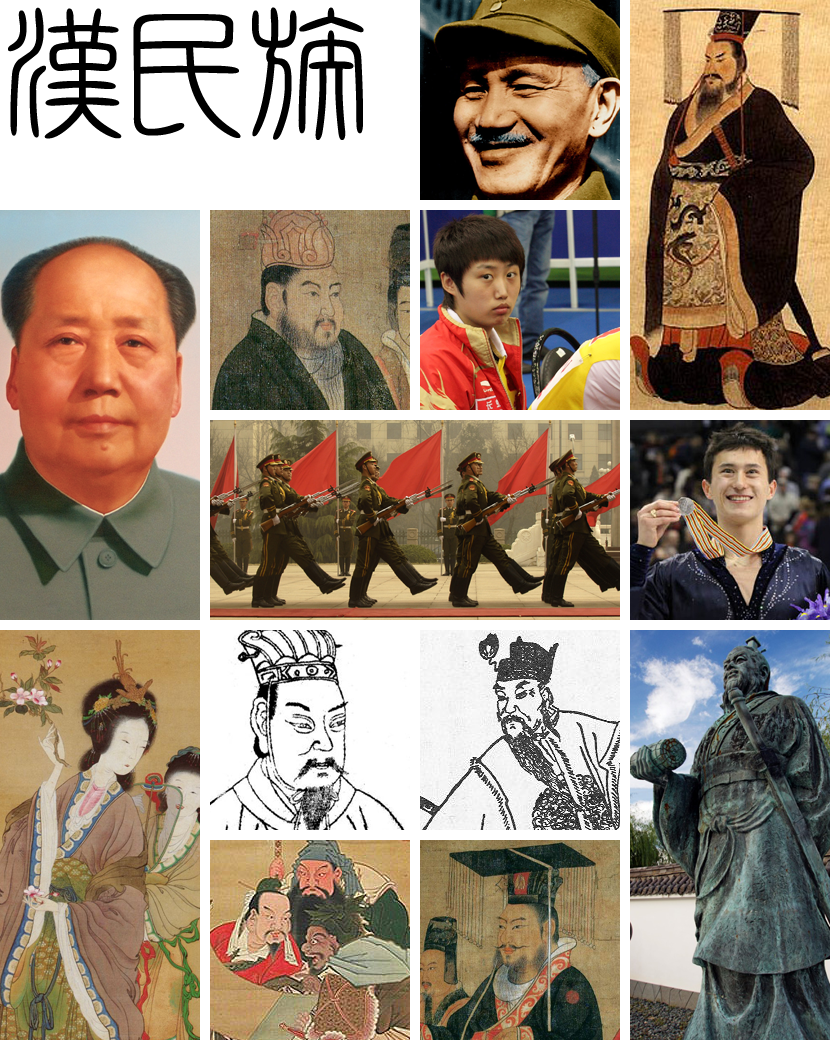
중국인

중국인(中國人)은 중화인민공화국의 국민, 또한 때로는 대만 또는 한족과 싱가포르 등지에 살고있는 화교 등을 말한다.
중화인민공화국에는 한족과 55개의 소수 민족이 살고 있으며 인구의 98%는 한족(漢族)이다. 하지만 한족이라고 하더라도 오랫동안 이족(異族)의 지배와 원나라 그리고 300년이상 지속된 만주족(외래인종)의 지배로 인해 한족 자체가 혼종으로서 유전자 구성이 복잡하다. 또한 중국의 경우 유전자 조사가 매우 적고 연구가 통제된 사회이기 때문에 통계 오류가 많아 한족의 구분은 확실치 않다.중화민국으로 양분된 관계의 대만인도 포함시킬 경우 중화민족(中華民族)이라는 말이 사용되기도 한다. 현재 중화인민공화국 국민과 중화민국 국민을 합친 전체 인구는 약 14억명이다. 양안관계에 따라 대만에 거주하는 사람들은 중국인으로도, 대만인으로도 구별되기도 한다. 현재 남중국인(Southern Chinese)과 북중국인(Northern Chinese)은 유전적으로 매우 다르며 북중국인과 한국인 그리고 일본인의 유전자 차이성보다 북중국인(북경, 허베이 등 중국 북부)과 남중국인(후난성, 장쑤성, 푸젠성, 저장성 등 중국 남부)의 유전자의 차이성이 훨씬 크다. 그 이유는 북방 이민족이 중국의 화북지방을 지속적으로 정복하여 월나라 초나라를 바탕으로 한 한나라 한족들을 남쪽으로 몰아내 정착하였고 끝에는 빈번히 남중국까지 정복하였기 때문이다. 남중국(South China)의 경우 한나라 때부터 현재까지 이민족에 정복당했을 때 이외에는 항상 한족의 보루였다. 또한 북방 이민족은 유수의 한족 가문들을 남중국(South China)까지 몰아냈고 남중국은 한족들이 이민족을 대항하는 본거지라고 말해도 부족하지 않다. 그래서 북중국인의 유전자는 남중국인과 매우 차이가 크다는 이유는 북방 이민족이 북방 중국 즉 화북지역을 차지하여 한나라의 한족을 남중국으로 몰아냈기 때문이라고 보는 것이 타당하다.

## 같이 보기
- 중국의 민족
- 중국계 캐나다인
- 중국계 미국인
- 중국의 미식별 민족
- 화교